# Liên đoàn bóng đá Angola
Liên đoàn bóng đá Angola (tiếng Bồ Đào Nha: Federação Angolana de Futebol) là tổ chức quản lý, điều hành các hoạt động bóng đá ở Angola. Liên đoàn quản lý đội tuyển bóng đá quốc gia Angola, tổ chức các giải bóng đá như vô địch quốc gia và cúp quốc gia. Liên đoàn bóng đá Angola gia nhập FIFA và CAF cùng năm 1980.